# Темир (Челябинская область)
Темир — деревня в Чебаркульском районе Челябинской области России. Входит в состав Филимоновского сельского поселения.

## География
Деревня находится в центральной части Челябинской области, в лесостепной зоне, на левом берегу реки Кокуй, вблизи места впадения в неё реки Шаит, на расстоянии примерно 29 километров (по прямой) к юго-юго-востоку (SSE) от города Чебаркуль, административного центра района. Абсолютная высота — 342 метра над уровнем моря.
Часовой пояс
Деревня Темир, как и вся Челябинская область, находится в часовой зоне МСК+2. Смещение применяемого времени относительно UTC составляет +5:00.

## Население
| 2002 | 2010 |
| ---- | ---- |
| 331  | ↗332 |

Гендерный состав
По данным Всероссийской переписи населения 2010 года в гендерной структуре населения мужчины составляли 47,3 %, женщины — соответственно 52,7 %.
Национальный состав
Согласно результатам переписи 2002 года, в национальной структуре населения русские составляли 98 %.

## Улицы
Уличная сеть деревни состоит из четырёх улиц и двух переулков.